# 靖江王府
25°17′02″N 110°17′40″E / 25.28389°N 110.29444°E
靖江王府，又称靖江王城，位于中国广西壮族自治区桂林市秀峰区，是明代藩王靖江王的王府，现为广西师范大学王城校区。1963年被列为第一批广西壮族自治区文物保护单位，1996年被列为第四批全国重点文物保护单位，2012年“独秀峰·王城景区”被评为国家5A级旅游景区。
靖江王爵为郡王，但因其首封王是朱元璋侄孙，而且是洪武三年最先册封的十王之一，因此靖江王府按照明王朝对亲王府所作的规定进行构筑，规模不仅远远大于明朝其他的郡王府邸，也大于洪武十一年之后继封的亲王王府。靖江王府规模宏大，主要建筑有承运门、承运殿、寝宫、御苑，分别位于王府的前、中、后、最后。王府将独秀峰围在其中。围绕主体的建筑有4堂、4亭和台、阁、轩、室、所等40多处，占地19.78公顷。

## 布局

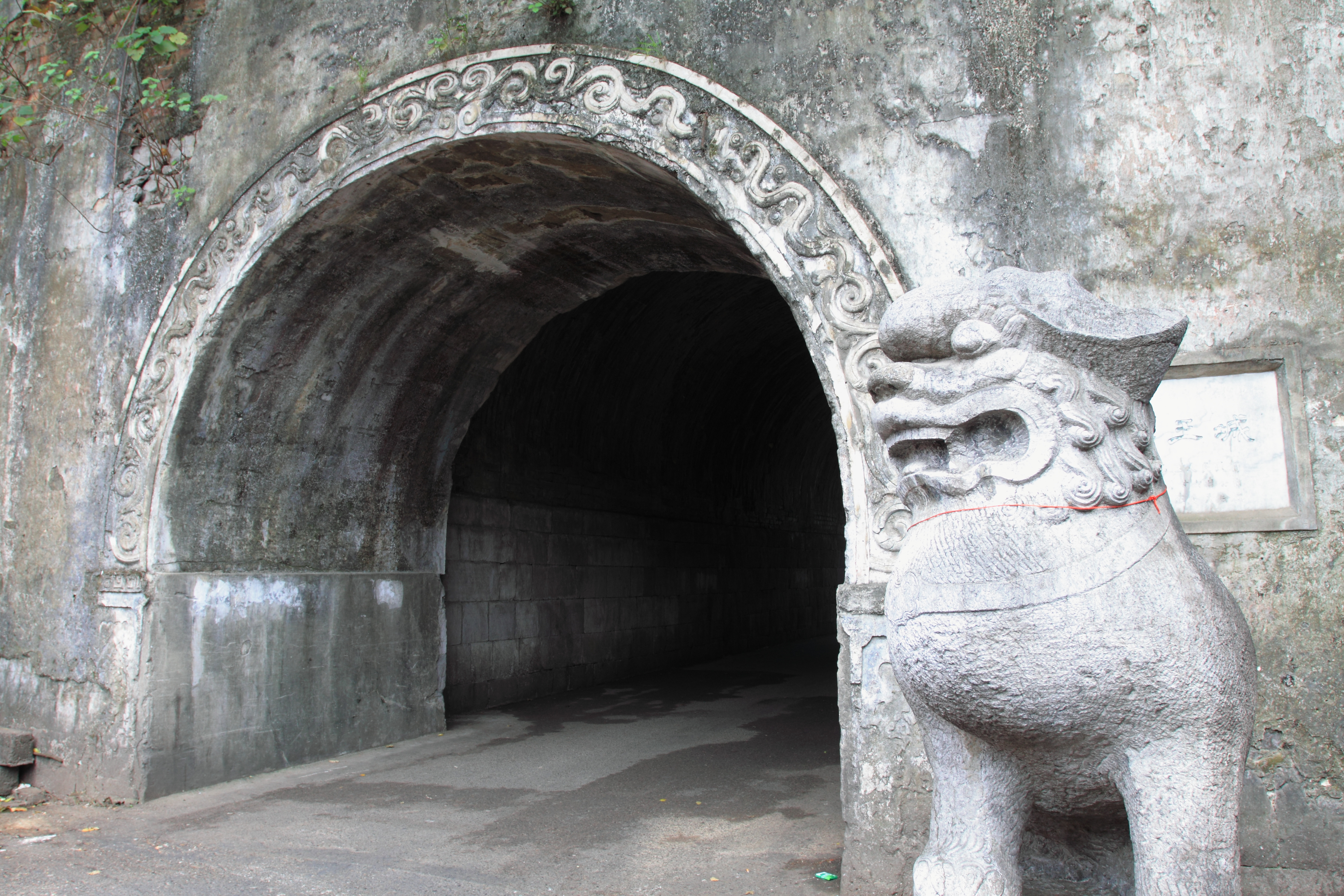
桂林明靖江王府端礼门

洪武三年七月明太祖封靖江王朱守谦于桂林。洪武二十六年正月，明太祖命修建靖江王府，指挥同知徐溥、工部主事戈祐韩督工，将独秀峰下的元朝元顺帝潜邸报恩寺（大圆寺）扩建为王宫。宫城南北长一百七十二丈三尺（实测549.6米），东西阔一百零三丈二尺（实测329.1米），城墙中为夯土，外包条石及城砖，高一丈四尺（4.44米）。开四门，南为端礼门，东为体仁门，西为遵义门，北为广智门，正殿称承运殿。规制视亲王府，但是取消前三殿中的圜殿、存心殿，后三宫中的穿堂（中殿）。王府寝宫后有独秀峰、月牙池，为游玩之所。
靖江王朱佐敬在正统三年十二月于承运殿前作鳌山，令军丁四十余人作杂剧，盛集军民入内同观，而纵妃沈氏于廊下帘内窥视。正统四年二月又于宫门前作秋千架，令文武官之妻入内嬉戏。正统五年八月庚寅，明英宗书谕靖江王，切责之。嘉靖年间，靖江王朱邦苎在靖江王府西路兴建懋德堂，有崇正门、惠迪门、履正门、通津桥、临碧轩、漱玉轩、漾云楼、居敬楼、锺秀轩、清虚所、玉液门、旋碧亭、醒心亭、静思室、养浩斋、自如书屋、来风亭、凝翠亭、绿荫亭等建筑。
嘉靖、万历年间，靖江王朱邦苎、朱任昌、朱履焘又在独秀峰周围兴建宝善堂、尊乐堂、日新堂、拥翠门、平矗门、拱辰门、朝天门、清樾亭、喜阳亭、拱秀亭、望江亭、凌虚台、中和馆、延生室、可心轩、修玄所、观音堂、冰壶井、山月亭、绿竹轩等建筑，在独秀峰之巅建玄武阁，山腰建灵官庙、山神祠。
南明隆武元年靖江王朱亨嘉称监国，被隆武帝攻杀。顺治七年，靖江王府改为定南王孔有德王府，后李定国攻桂林，孔有德自焚，王府改为贡院，清末为咨议局。
民国时期，靖江王城改为都督府，后又成为广西省参议会，并设有师范学校、模范小学、广西图书馆、中山公园等文化设施。1947年在承运门、承运殿台基上建广西省政府门楼、省主席办公大楼，并建大礼堂和各机关办公楼。1949年后，广西省政府由桂林迁往南宁，王城改为中国人民解放军第二十四步兵学校，1954年广西师范学院迁入王城。靖江王府现为广西师范大学王城校区。靖江王府现存王城、端礼等四门、承运门台基、承运殿台基及石陛、独秀峰石刻等遗迹。

## 历史
第一代靖江王朱守谦始建于洪武五年(1372年)，并于洪武十五年（1392年）建成。靖江王府历经257年（明末覆灭），住过12代14位藩王。
明代王士性《广志绎》载: “宗室二千人，岁食藩司禄米五万两，故藩贮不足供，而靖宗亦多不能自存者。”其家族的人口众多，常剥削平民。
顺治九年（1652年），南明李定國军攻克桂林，王府新主人清定南王孔有德兵败自尽，纵火焚烧，王府化为灰烬。
清朝光绪《临桂县志·胜迹志一》：“无情最是此中山，阅尽王孙只等闲”。 
1921年，孙中山集师北伐曾驻节于此。民国初年，这里先后为第二师范学校、模范小学、第三高级中学、甲种工业学校校址。民国14年（（1925年）冬，辟为中山公园。
1937年，王府为广西省政府所在地，抗日战争期间被毁，后重建。现为广西师范大学校址。

## 相关图片
- 石碑
- 南门（端礼门）南侧
- 南门（端礼门）北侧
- 东门（体仁门）东侧
- 承运殿遗址（台基上建筑为现代重建）
- 承运殿遗址——台基
- 国学堂